# Direitos reprodutivos na América Latina

Em 2020, a América Latina é uma região predominantemente de língua espanhola-portuguesa e predominantemente católica romana

Os direitos reprodutivos na América Latina são legislações (implicações jurídicas) sobre a reprodução humana no continente latino-americano, um dos poucos locais do planeta onde existe a proibição total do aborto e política mínima sobre os direitos à maternidade e reprodução saudável, mas onde ao mesmo tempo existem alguns dos movimentos mais progressistas/modernistas do mundo em prol desses direitos. Com raízes em grupos indígenas, as questões jurídicas incluem: aborto, acesso à medidas contraceptivas, autonomia sexual e cuidado da saúde na maternidade.
Os movimentos modernos pelos direitos reprodutivos incluem principalmente o que ficou conhecimo como "Onda Verde", na Argentina, que levou a muitas reformas da respectiva legislação. Cuba foi a pioneira na América Latina no sentido de buscar uma legislação mais liberal, enquanto outros países como El Salvador e Honduras reforçaram as restrições.
Na América Latina mais de oito mil mulheres morrem anualmente por complicações na gravidez e no parto, que na maioria são evitáveis com cuidados de qualidade no pré-natal ou com uso de contraceptivos.

## História

### Pré-colonial
Embora exista pouca informação sobre os direitos reprodutivos indígenas antes da era da colonização, as mesmas questões que persistem hoje já estavam presentes naquela época, onde as diversas etnias da América Latina tinham posições variadas sobre a reprodução humana. Muitas mulheres nativas comumente usavam ervas medicinais para induzir abortos (canela, alecrim, avenca felpuda, alho, pineable, begônia, cedro, huela de noche, limão, laranja amarga, limão, coentro, epazote, orquídea cacto, pegarropa, algodão, arbusto escarlate, mohintli, orégano, frangipani alhelí, salab, styrax, matricária, hierba amarga). Método usados quando o último governador asteca (tlatoani), Moctezuma Xocoyotzin (1502-1520), engravidar 150 mulheres e determinou que elas fizessem abortos. Ao contrário, o grupo indígena Wichí priorizava a saúde da mãe, assim tradicionalmente abortava a primeira gravidez de cada uma para tornar as próximas mais segura. No início da sociedade mexicana as mulheres eram celibatárias até casarem-se (abstinência sexual), ser mãe era visto como o papel mais importante da mulher e, eram punidas com a morte quando ocorria: aborto, homossexualidade, infanticídio.

### Colonialismo e tradições religiosas
Quando os países europeus colonizaram a América Latina trouxeram as crenças do catolicismo a reprodução. Ainda hoje a religião na América Latina é predominantemente catolica, embora haja uma crescente influência protestante (especialmente na América Central e no Brasil). Os críticos da legislação restritiva sobre o aborto na América Latina argumentam que é devido a forte influência desta religião na região. Que afirma que a reprodução é o único propósito do sexo, e não acredita no uso de contraceptivos e controle de natalidade, mas principalmente incentiva a abstinência até o casamento.

### Conferência Internacional sobre População e Desenvolvimento
Em 1994, foi realizado a Conferência Internacional sobre População e Desenvolvimento (CIPD) das Nações Unidas, considerado o primeiro encontro mundial onde foram debatidos todos os aspectos da vida. Foi onde definiu-se oque é a saúde reprodutiva e, quais as estratégias e objetivos para promover uma maternidade saudável e planejamento familiar na América Latina através do Programa de Ação do Cairo (CPA). Tem três metas quantitativas: (1) Reduzir a mortalidade geral, o que implica um aumento da esperança de vida, reduzindo a mortalidade específica; (2) Acesso universal à educação, especialmente para as garotas; (3) Acesso universal a serviços de saúde reprodutiva, incluindo planejamento familiar. Com a adoção do programa CPA em algumas regiões, foram observadas algumas melhorias, após os direitos reprodutivos serem reconhecidos nas constituições da Bolívia, Equador e, Venezuela.

### Desenvolvimento do Milênio na América Latina
A Declaração do Milénio, que estabelecu oito objetivos  na Cúpula do Milênio das Nações Unidas em 2000, indicou o caminho para um país estar ou não no bom caminho para atingir o desenvolvimento humano até o ano de 2015, no caso da América Latina esta foi monitorizado pela Comissão Económica para a América Latina e as Caibe (CEPAL). Um dos objetivos diz respeito à saúde da gestante, o objetivo 5 procurava melhorar a saúde materna na região. Uma das metas do objetivo era de reduzir a taxa de mortalidade materna em três quartos (3/4) entre 1990 e 2015. Para avaliar este progresso  a CEPAL monitorava as taxas de mortalidade materna e a proporção de partos assistidos pela saúde qualificada.
A segunda meta do objetivo 5 é alcançar o acesso universal à saúde reprodutiva até 2015. Que foi avaliada através da visualização das taxas de prevalência de contraceptivos, taxas de natalidade entre adolescentes, cobertura de cuidados pré-natais e percentagens de necessidades não satisfeitas de planeamento familiar. Uma das medidas foi a crescente institucionalização dos partos e o aumento do número de pessoal treinado para prestar cuidados durante o parto e cuidados obstétricos de emergência.

### Movimento feminista da década de 1970
Na década de 1970, ao contrário dos EUA, as mulheres latino-americanas começaram a defender o direito ao aborto iniciando pelo Chile (a Colômbia foi o último país a flexibilizar a legislação), independência económica, igualdade política e salarial, durante o movimento feminista mundial. Impulsionado pela transição em massa de muitos governos latino-americanos para democracia, abrindo a porta à reforma política. As Mães e Avós da Plaza de Mayo na Argentina, os caceroleos no Chile, os sindicatos no Uruguai e as Casas de la Mujer (Casas das Mulheres) na Nicarágua trabalharam em conjunto com outros grupos de resistência política dominados pelos homens para incluir questões feministas na reforma. Durante este período, Cuba foi inspiração para os países vizinhos quando tornou-se o primeiro país da região à legalizar o aborto seguro em 1961.

Nenhum método contraceptivo garante total segurança contra a gravidez. E muitas mulheres têm a prova disso quando o que era para ser um momento de prazer acaba por exigir uma decisão que pode modificar completamente suas vidas: a de prosseguir ou não com uma gestação.

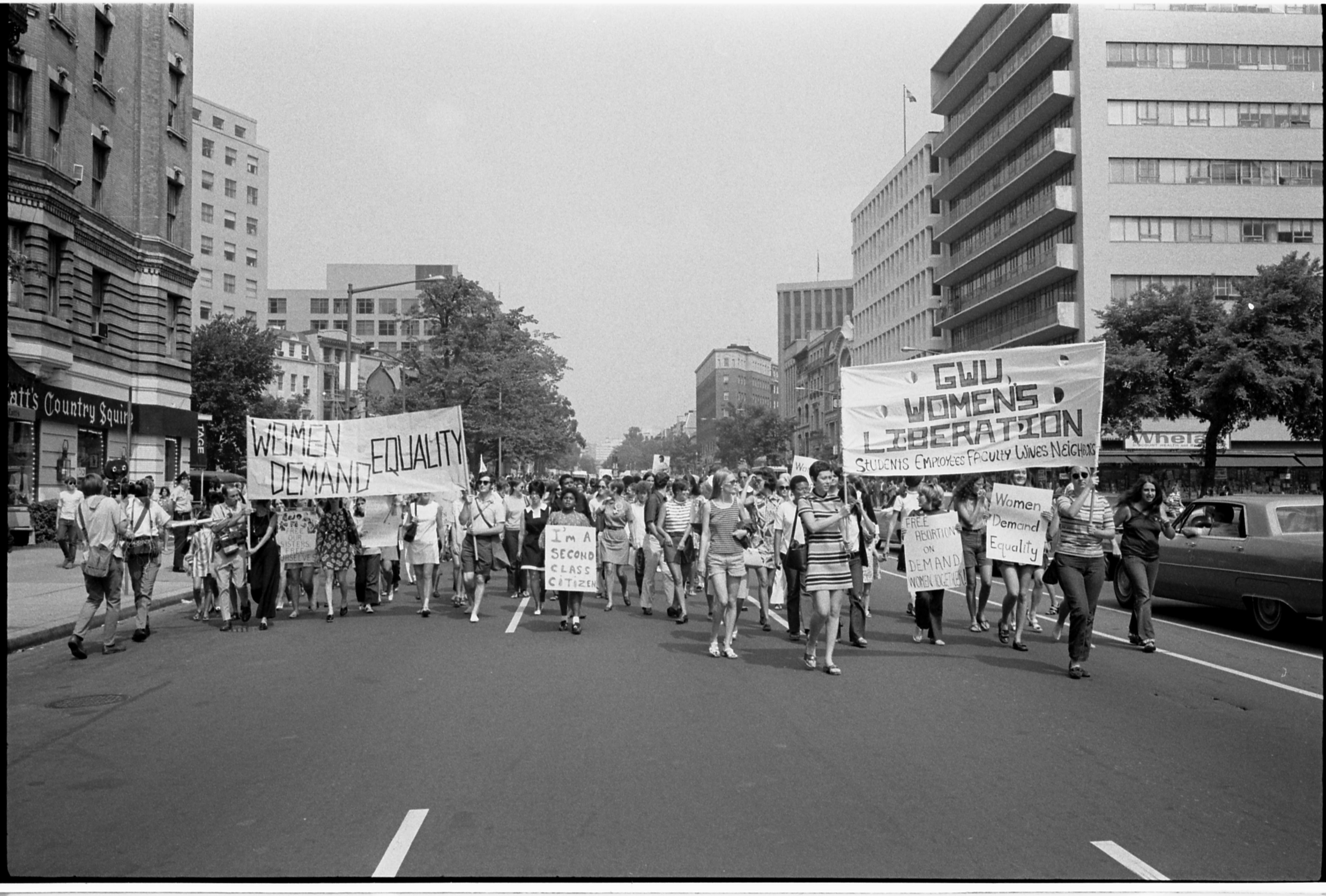
Mulheres marcham para exigir igualdade em 1970

### Mareia verde

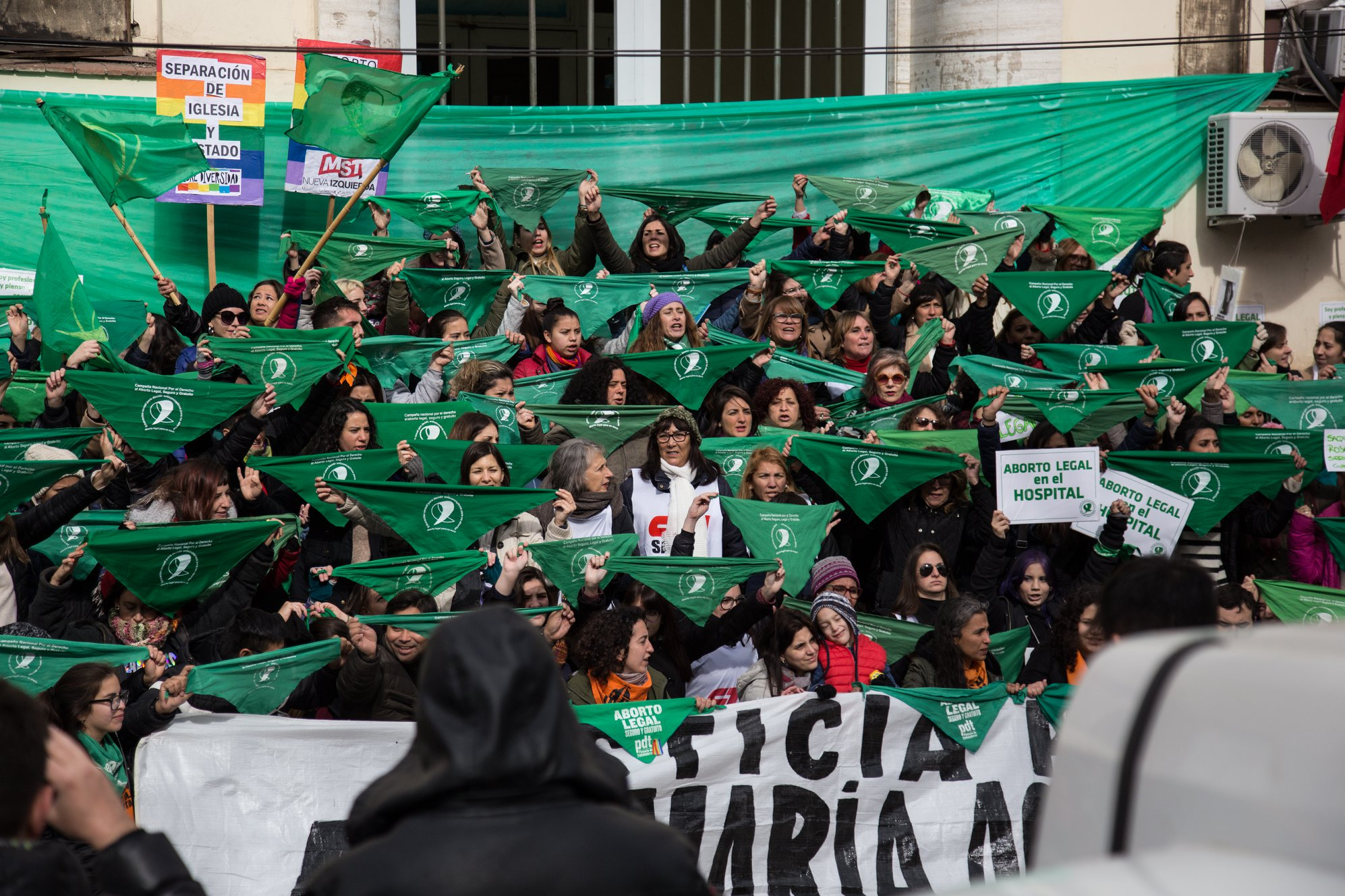
Manifestação pelo direito ao aborto legal, seguro e gratuito em Santa Fe, Argentina

Inspirado no lenço branco usado pelas Mães da Plaza de Mayo durante os protestos, as Mujeres en Argentina criaram o símbolo lenço verde para representar seu movimento pró-escolha em 2003. Esses distintos lenços verdes tornaram-se característicos da marca "Marea Verde" ou "Onda Verde", que saiu da Argentina e espalhou-se pela América Latina.
 Essa cor foi escolhida para ientificar o conceito “pró-escolha”, sinônimo de vida e de crescimento. Este símbolo aumentou a discussão sobre os direitos reprodutivos de forma mundial.

## Problemas

### Aborto
O aborto é um aspecto altamente controverso da legislação sobre a reprodução humana, embora cada país da América Latina tenha leis diferentes sobre, o sentimento geral é de desaprovação, devido os abortos na região terem um historico de serem inseguros (especialmente para as mulheres pobres). Ocorreram algumas melhorias recentes, atribuídas à contracepção moderna, aos cuidados de emergência e, à educação. Mas apesar do  sentimento de desaprovação, cresceram a defesa em torno do direito ao aborto na América Latina, apesar da religião tornar esta questão um tabu.
Segundo a Organização Mundial da Saúde, em 2008, aproximadamente “4,2 milhões de abortos foram realizados na América Latina e no Caribe, sendo quase três quartos (3/4) deles na América do Sul, praticamente todos procedimentos ilegais e inseguros”. Em 2011, o número de abortos inseguros  aumentou para 4,2 milhões, e são responsáveis por uma grande proporção de morte materna. Por exemplo, na Argentina são responsáveis por 31%.

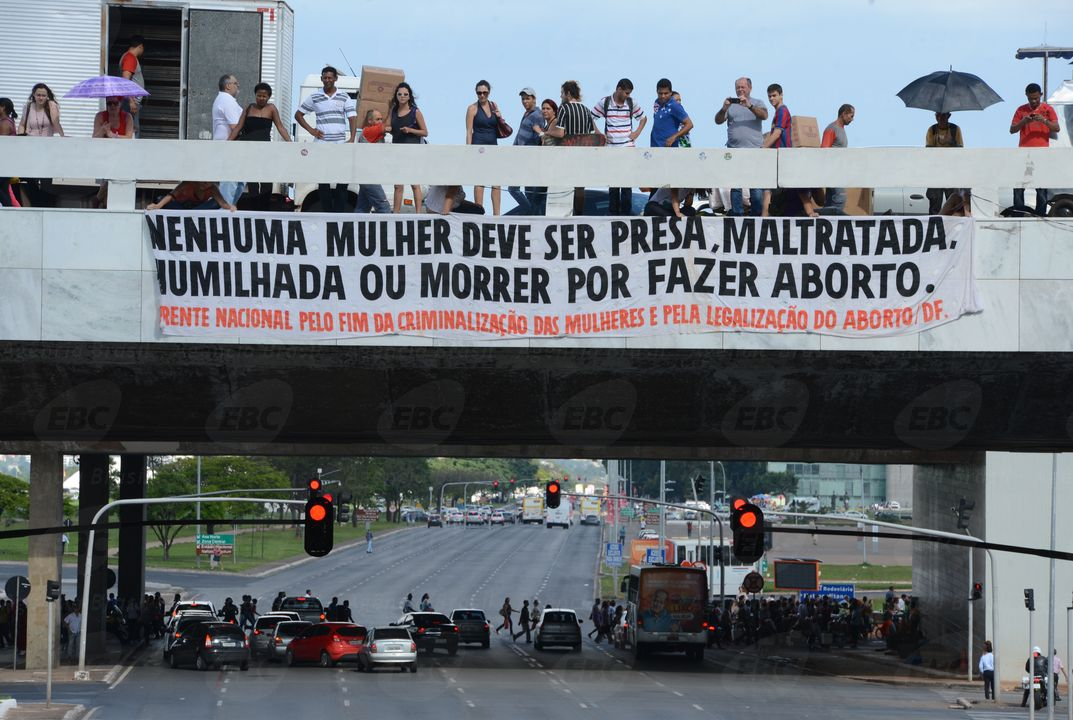
Mulheres no Brasil lutam pela legalização do aborto seguro.

Leis rigorosas sobre o aborto são acompanhadas de punições rigorosas, como por exemplo em El Salvador uma mulher pode ser presa até 40 anos por efetuar este delito, enquanto no México ela pode ser presa por até 50 anos. Essas punições não levam em consideração a causa da gravidez, pois muitas das mulheres presas foram estupradas ou passaram por abortos involuntários
As legislações de outras regiões também têm efeito sobre o direito ao aborto na América Latina. Quando o ex-presidente dos Estado Unidos, Donald Trump, restabeleceu a Global Gag Rule em 23 de janeiro de 2017, ele proibiu todo o dinheiro estdonidense de financiar organizações internacionais, como ONG, que realizam ativamente o aborto como método de planejamento familiar.

### Violência sexual
Na América Latina, a violência sexual (incluindo violação, agressão, assédio e feminicídio) são questões que afetam a autonomia sexual e reprodutiva de uma pessoa. A autonomia sexual significa que existe o consentimento público e explícito, onde ambas as partes estão cientes do tipo de controle de natalidade utilizado. A falta de consentimento leva a muita gravidez indesejada, onde muitas regiões da América Latina ainda obrigam as jovens a continuar a gravidez até ao fim, mesmo as concebidas através de violação.
As estruturas patriarcais comuns nos agregados familiares latino-americanos tornam as jovens especialmente vulneráveis à gravidez por violação feita por uma pessoa próxima à elas. Com uma taxa de 11% de violência sexual não-parceira, quase o dobro da média global. Estas dinâmicas de género também contribuem para a violência generalizada entre parceiros íntimos, com 1 em cada 4 mulheres tendo ja tendo sofrido assim.
Assim, apesar dos esforços para reduzir a sua ocorrência, o feminicídio na América Latina contina a ser uma questão pertinente ao longo dos anos devido vários fatores, como o crime organizado, os papéis de género e, a legislação ineficaz. Apesar de todos os países da América Latina terem uma lei em vigor para proteger ou punir a violência sexual, muitos deles carecem de eficácia real (especializada) para fazer a diferença.

### Gravidez na adolescência
Proteger a saúde dos adolescentes é uma importante prioridade de saúde pública, com um aumento do investimento na saúde da reprodução dos adolescentes que contribui para melhorar a situação geral das mulheres e redução da pobreza entre as famílias. O governo latino-americano como um todo não reconhecia a gravidez precoce nas adolescentes como um problema até 1984, durante a Conferência Internacional sobre População na Cidade do México. Onde 38% das mulheres engravidam antes dos 20 anos e quase 20% dos nascimentos são de mães adolescentes.
Existe uma tendência universal para uma idade média de menstruação mais precoce, e também reduziu a idade média de casamento, assim as adolescentes são coagidas a casar para ficarem desprotegidos em termos de direitos reprodutivos por um longo de tempo. Brasil, México e República Dominicana são reconhecidos como três dos países mais afetados do mundo. Além disso, segundo Cindy Paola CM a América Latina tem uma taxa de maternidade adolescente mais alta, incluindo países em desenvolvimento
De acordo com o Fundo de População das Nações Unidas, os jovens têm educação e acesso insuficientes às informações e serviços de que necessitam para tomar decisões responsáveis, isto é exemplificada em como as meninas na América Latina que concluíram apenas o ensino primário têm uma maior probabilidade de gravidez na adolescência. Além disso, muitas estão a morrer porque o corpo não está preparado para suportar a gravidez. Abaixo de 15 anos têm quatro vezes mais probabilidades de morrer durante a gravidez/parto do que uma mulher adulta. Por exemplo, as instalações estão frequentemente em áreas inacessíveis aos jovens. Para efeitos de privacidade das suas comunidades e famílias, os jovens procuram frequentemente serviços em instalações não localizadas directamente nos seus próprios bairros.
Há também uma série de dados não coletados por hospitais sobre abortos clandestinos. Estudos demonstraram que, em vários países da América Latina, as jovens solteiras correm um risco elevado de aborto, o que não reflete no número de mulheres casadas e mais velhas que foram hospitalizadas para abortos.

### Mutilação genital
A mutilação genital não é um problema atual, é uma prática muito presente na África e no Oriente Médio, porem na década de 2010 descobriu-se ocorrencias dentro de grupos indígenas latino-americanos através do Comitê CEDAW-ONU (fiscaliza o combate à discriminação contra a mulher). Os povos Embera e Nasa na Colômbia são alguns desses grupos que ainda continuam esta prática. Eles são conhecidos pela mutilação genital tipo 1, que inclui a remoção parcial/total da genitália externa (glande/capuz do clitóris), um processo pode causar complicações de saúde ou morte. Qualquer tipo de mutilação genital feminina é uma violação de direitos humanos. o Fundo de População das Nações Unidas (UNFPA) está atualmente a lutar para acabar com isso, mas não existe lei específica contra, a menos que a mutilação leve à morte.
No dia 6 de fevereiro foi firmado como o Dia Internacional de Tolerância Zero à Mutilação Genital Feminina.

### Mortalidade materna
A morte ligada à gravidez e ao nascimento pode ser causada por hipertensão induzida pela gravidez, trabalho de parto obstruído, complicações no aborto, coágulos sanguíneos, grande sangramento durante o parto. Na América Latina mais de  oito mil mulheres morrem todos os anos devido essas complicações. Estas mortes maternas são na sua maioria são evitáveis no pré-natal com cuidados de qualidade, ou acesso à contraceptivos e diminuição das disparidades socioeconómicas na saúde reprodutiva, sendo 9 em cada 10 mortes maternas evitáveis.
Entre 1990 e 2013, Barbados, Bolívia, Brasil, República Dominicana, Equador, El Salvador, Guatemala, Haiti, Honduras, Nicarágua e Peru reduziram significativamente a sua taxa de mortalidade materna, enquanto aumentaram a taxa de mortalidade em Cuba, Guiana, Suriname e, Venezuela. Então para combater-la a Organização Pan-Americana da Saúde lançou a campanha “Zero Mortes Maternas, para prevenir o que pode ser evitado e atingir a meta de menos de 30 mortes maternas por 100 mil nascidos vivos nas Américas.

### Disparidades na saúde
As desigualdades socioeconómicas latino-america podem afetar o acesso de uma pessoa à educação sexual, contraceptivos, cuidados de saúde maternos, cuidados de saúde sexual, risco de morbilidade materna e risco de violência sexual. As mulheres indígenas, em particular, enfrentam muitas barreiras no acesso aos cuidados de saúde reprodutiva, resultando em altas taxas de gravidez na adolescência e gravidez indesejada. Embora vários países tenham tomado medidas para colmatar as lacunas nos cuidados de saúde, persistem desigualdades entre e dentro dos países. Estas disparidades nos cuidados de saúde são causadas por uma variedade de determinantes sociais . A vizinhança de uma mulher pode determinar a estabilidade da sua habitação, o acesso ao transporte, o acesso a alimentos saudáveis e acessíveis e a exposição à poluição do ar e da água. Tudo isto pode ter consequências significativas na saúde de uma pessoa e no acesso a cuidados médicos.

### Doenças
Existe uma nítida falta de informação disponível para as pessoas com VIH e outras infecções sexualmente transmissíveis, criando um estigma em torno dos indivíduos infectados. O HIV e outras DSTs podem passar de quem dá à luz para o bebê durante a gravidez, o parto ou a amamentação. Devido a este risco, o consentimento informado exige que os parceiros sexuais revelem quaisquer DST para os quais possam ser positivos.
Além das DST, o recente surto de Zika na América Latina expôs as disparidades nos cuidados de saúde, com mulheres grávidas em situação de pobreza com maior probabilidade de serem infectadas pelo Zika, o que pode ter efeitos devastadores na gravidez e no bebé. Ativistas dos direitos das mulheres defendem o acesso a abortos seguros para mulheres diagnosticadas com o vírus Zika, para evitar defeitos congênitos. Dado que 69 em cada 1.000 gravidezes na América Latina são indesejadas, o controlo dos direitos reprodutivos da própria mulher é uma forma importante de prevenir defeitos fetais e complicações na gravidez.

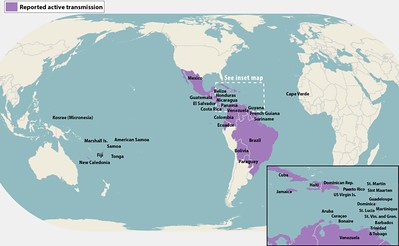
Mapa da transmissão ativa do vírus Zika

### Esterilização forçada
Devido à falta de educação sobre saúde reprodutiva na América Latina, muitas mulheres soropositivas são forçadas a serem esterilizadas. Quase um quarto das mulheres infectadas, a fim de evitar a transmissão da doença aos seus potenciais filhos.  A desinformação, a coerção financeira, a intimidação e o fomento do medo também são usados para enganar essas mulheres para que se submetam a este tipo de procedimentos. Foi relatado que alguns médicos se recusaram a prestar cuidados a uma mulher infectada, a menos que seja esterilizada. Do início do século 20, os médicos em Porto Rico forçaram ou coagiram 1 em cada 3 mulheres a fazer esterilizações, alegando que era a única forma verdadeira de contracepção.

### Mulheres transexuais
O estigma e a discriminação em torno das pessoas transexuais na América Latina é um dos critérios que aumenta significativamente à violência sexual e diminui o acesso a testes e tratamento para DST. Devido isto, estima-se que a prevalência do HIV em mulheres trans nesta região seja superior à 49% da população em geral. Além disso, essa violência  pode assumir várias formas, que inclui além do dano físico, o verbal, psicológico e, e dano financeiro.

### Educação sexual
A maioria das escolas nos países latino-americanos ensina alguma forma de educação sexual, porém, normalmente esta centra-se apenas na prevenção de doenças sexualmente transmissíveis, em vez de ser uma educação mais abrangente que inclua a maternidade. Devido ao estigma em torno desse tipo de educação, os professores no Brasil recebem críticas por não ensinar educação sexual, apesar de ser estipulado em lei. A falta de informação sobre sexo e maternidade faz com que muitas vezes os adolescentes usem de forma incorreta ou não usem contraceptivos. Em 2008, a região adotou a "Declaração de Miniseria, a Prevenção através da Educação", em resposta à esta falta da educação sexual abrangente, embora ocorreu alguns contratempos na implementação, também houve melhorias importantes.

### Controle de natalidade
Apesar do planeamento familiar ser um dos meios menos custoso para manter os direitos da reprodução humana, 214 milhões de mulheres nos países em desenvolvimento, incluindo os países latino-americanos, ainda não usam contraceptivos modernos devido à educação sexual precária. Aumentar o uso dos serviços de saúde sexual e materna e, serviços de planeamento familiar, resulta em uma grande diminuição nas taxas de fertilidade, como por exemplo 4,6 filhos por mulher na década de 1970 para cerca de 2,5 em 2013, aproximadamente. Na América Latina, diversas decisões judiciais concederam personalidade a óvulos fertilizados, estas decisões judiciais foram responsáveis por restrições extremas ao acesso à contracepção de emergência na região.
Investigação revela que existem várias barreiras importantes que os jovens enfrentam no acesso à contracepção, principalmente em áreas onde os têm leis rigorosas sobre o uso. O status legal da contracepção oral na América Latina varia de acordo com o país, em 2009 Honduras proibiu a distribuição/venda de contraceptivos emergenciais. Nesse mesmo ano, o Tribunal Constitucional do Peru ordenou ao Ministério da Saúde que se abstivesse de distribuir esse tipo de contraceptivo no setor público. Na Costa Rica não são explicitamente proibidos, o popular contraceptivo levonorgestrel não está registado como produto, o que impede o acesso ao medicamento tanto no sistema de saúde público como no mercado privado. Embora os restantes países da região permitam a distribuição gratuita de contraceptivos emergenciais, não possuem regulamentações uniformes. No Chile, Colômbia e Equador, é reconhecido o direito de acesso a contracepção. Na Nicarágua e na Bolívia, os protocolos dos seus respectivos ministérios da saúde são essencialmente lei. Na Argentina e no Brasil, a distribuição não é legalmente reconhecida, exceto em guias informativos.

## Políticas de aborto

### Caribe
Em Antígua e Barbuda, o aborto apenas é permitido quando é realizado para salvar a vida da mãe, enquanto que nas Bahamas, o aborto é permitido em casos de estupro, incesto, deformidade fetal ou risco para a mãe. Em Barbados, o aborto é legal em casos de comprometimento fetal ou perigo a mãe, e somente deve ser realizado em clínicas especialmente licenciadas. Em Cuba, o aborto é permitido a pedido da mulher até 12 semanas de gravidez e sómente feito em instalações licenciadas. Na República Dominicana o aborto é totalmente proibido. Em Granada apenas é legal quando realizado para salvar a mãe. Na Republica Dominicana, Jamaica e no Haiti o aborto é completamente proibido. Em Santa Lúcia, o aborto é permitido em casos de violação, incesto ou perigo para a vida da mãe denunciados pela polícia, e somente deve ocorrer em clínicas licenciadas. Em São Vicente e Granadinas é permitido em casos de comprometimento fetal, estupro, incesto ou perigo para a mãe, e somente permitido nas clínicas licenciadas. Em Trinidad e Tobago só é legal quando realizado para salvar a  mãe.

### América Central
Em Belize, o aborto só é permitido em casos de comprometimento fetal ou perigo para a mãe, e apenas permitido após autorização de um profissional de saúde. Na Costa Rica somente é liberado em casos de aborto terapêutico. Em El Salvador, Honduras e, na Nicarágua o aborto é completamente proibido. Na Guatemala é legal quando tem perigoso para a mãe. No México as políticas variam de acordo com o estado, com algumas permitindo o aborto a pedido da mãe até 12/13 semanas e outras permitindo em casos de deficiência fetal, violação, incesto ou perigo à mãe. No Panamá é permitido em casos de comprometimento fetal, risco à mãe ou estupro.

### América do Sul
Na Argentina, o aborto é permitido a pedido da mulher até a 14ª semana de gravidez. Ja no Uruguai é permitido até a 12ª semana e somente com autorização de um profissional de saúde. Na Guiana é permitido a pedido da mulher com até 8 semanas de gravidez, após ser verificado por um profissional de saúde, a ser realizado nas clínicas licenciadas.
No Equador é permitido em casos de estrupro ou de perigo para a mãe. Ja na Bolívia é adicionado o critério de incesto. Na Colômbia é permitido nos casos anteriores se froem denunciados pela polícia. No Brasil e em Chile o aborto apenas é permitido em casos de estupro mas após verificação de um profissional de saúde.
No Suriname, Paraguai e, Venezuela são realizados somente para salvar a mãe. No Peru também, mas é apenas pode ser realizado nas clínicas licenciadas.